# تشريع

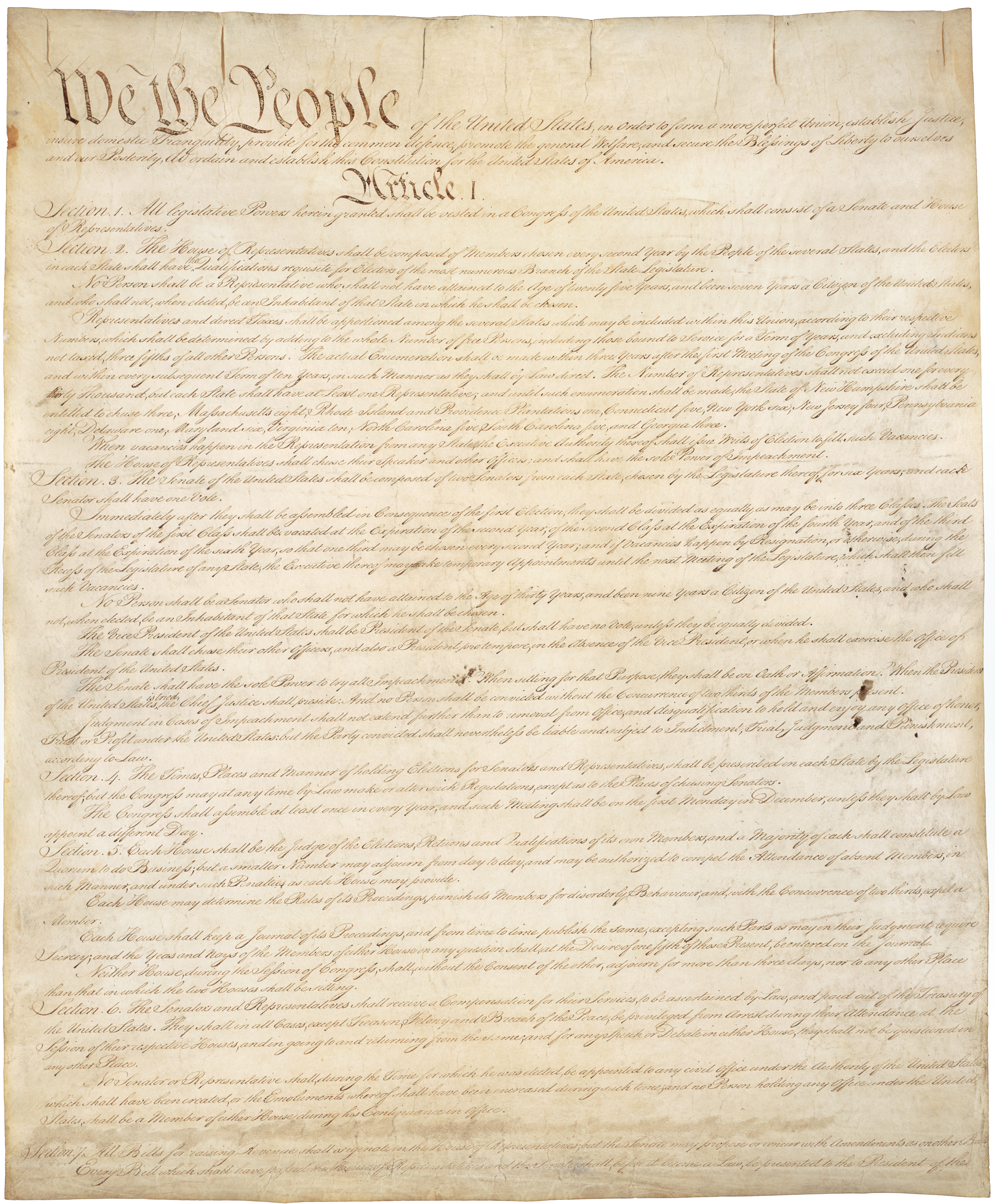

- مجموعة القواعد العامة المجردة الملزمة الصادرة عن السلطة العامة المختصة في الدولة التي تبيح أو تحظر أو تنظم حق أو مجموعة حقوق.[1][2][3]
- بعبارة أخرى هو كل قاعدة قانونية تصدر عن السلطة المختصة في وثيقة مكتوبة.
- تتدرج أنواع التشريعات في أهميتها وقوتها حسب الدور الذي تلعبه في تنظيم الحياة الاجتماعية؛ ومن مظاهر هذا التدرج خضوع البعض منها للبعض الآخر.
- السلطة المختصة بحسب الأصل بسن التشريع هي المجلس التشريعي.
- التشريع قابل للإلغاء أو النسخ بحيث يمكن إزالته ووقف العمل به برفع قوته الملزمة بالنسبة للمستقبل ويكون الإلغاء صراحة أو ضمنيا.

## أنواع التشريعات
يترتب على تدرج التشريعات في القوة، وجوب تقيد كل صورة من صور التشريع بالصورة التي تعلوها، فالتشريع الأساسي أو الدستور يعلو على كل من التشريع العادي والتشريع الفرعي، والتشريع العادي يعلو على التشريع الفرعي.